# Comores (pays)
Pour les articles homonymes, voir Comores.
Union des Comores
(ar) الْاتِّحَادُ ٱلْقَمَرِيّ 
(sw) Udzima wa Komori 
Les Comores, en forme longue l'union des Comores (en comorien : Komori et Udzima wa Komori, en arabe : جُزُرُ ٱلْقَمَر (Juzur al Qamar) et الْاتِّحَادُ ٱلْقَمَرِيّ (al-Ittiḥād al-Qamariyy)), sont un État indépendant d'Afrique australe composé de trois îles situées dans le Nord du canal du Mozambique, un espace maritime de l'océan Indien.
Le pays a pour capitale Moroni, pour langues officielles le comorien (shikomori), parlé par 96,9 % de la population, le français et l'arabe,, et pour monnaie le franc comorien.
L'union des Comores est membre de la Ligue arabe, de l'Organisation de la coopération islamique, de l'Organisation internationale de la francophonie et de l'Assemblée parlementaire de la francophonie. Colonie à partir de 1892, les Comores ont obtenu leur indépendance le 6 juillet 1975.
La Constitution comorienne identifie l'union des Comores à l'archipel des Comores, composé de quatre îles : Grande Comore (Ngazidja), Mohéli (Mwali), Anjouan (Ndzuwani) et Mayotte (Maoré), cette dernière île ayant cependant décidé par référendum de rester française lors du processus de décolonisation (elle était française depuis 1841, contre 1892 pour le reste de l'archipel). Cette scission des Comores a été dénoncée par l'Assemblée générale des Nations unies jusque dans les années 1990 et l'État comorien revendique toujours son autorité sur Mayotte. Toutefois ce choix du peuple mahorais a été confirmé par plusieurs autres référendums, qui ont conduit à son accession au statut de département français en 2011. Le drapeau national des Comores comporte un croissant de lune, quatre étoiles et quatre bandes symbolisant les quatre îles principales dont Mayotte (bande blanche). L'emblème national comporte également quatre étoiles.

## Étymologie
On lit souvent que le nom « Comores » dériverait du mot arabe قمر (qamar), qui, en français, signifie « lune » : les Comores sont d'ailleurs surnommées en français « îles de la Lune ». Cependant, cette étymologie populaire est apocryphe, le mot venant plutôt de l'ancien nom arabe de Madagascar, « Q(u)mr’ » (جزر القمر) : les Comores étaient, pour les Arabes, les « îles malgaches ».

## Histoire

### Histoire ancienne et peuplement
Formé il y a environ 9 millions d'années, l'archipel des Comores, d'origine volcanique, ne semble pas avoir connu de présence humaine avant le VIIe siècle, les mammifères en étant probablement absents à l'exception des roussettes.
Les VIIIe et IXe siècles voient les premières installations humaines. Il semble que les premiers habitants appartiennent déjà aux premiers peuples swahilis, caractérisés par une culture d'origine bantoue répandue sur l'ensemble des rivages de l'Afrique de l'Est de la Somalie au Mozambique, entretenant des relations encore mal connues avec les populations malgaches, d'origine austronésienne. Mayotte et Anjouan ont été occupées plus tardivement car les deux îles se différencient de l'ensemble des Comores par une évolution linguistique spécifique, et une influence malgache plus prononcée. Le commerce maritime, très actif dès cette époque, atteste des contacts avec le Moyen-Orient musulman, notamment la Perse, puis l'Oman. Les premières populations n'étaient vraisemblablement pas musulmanes, et ne se seraient islamisées que plus tard, au contact des marchands arabes.
Aux XIIIe et XVe siècles, l'archipel se structure sous la direction de chefs musulmans, les Fani. Les contacts culturels avec la côte swahilie et Madagascar sont importants.
Vers 1470, des sultanats shirazi (originaires de Perse) s'établissent progressivement sur les îles, reconnus jusqu'au début du XIXe siècle. C'est de cette époque que date l'établissement de l'islam sunnite chaféite encore pratiqué dans l'archipel.
L'archipel des Comores constitue la frontière sud de l'aire culturelle swahilie qui se développe à partir de la fin du Moyen Âge dans cette région que l'on appelle à l'époque le Zanguebar ; Mayotte constitue également le point de contact de cet ensemble avec la culture malgache, très différente, ce qui fait de cette île un carrefour d'influences — mais aussi une cible guerrière. Les influences venues de l'ensemble de l'océan Indien, mais aussi de la côte africaine, chamboulée par l'irruption des Bantous, et de la côte malgache, ne cessent de façonner la société swahilie insulaire. Une immigration bantoue et malgache (Sakalaves) commence insensiblement.

### Époque moderne
En 1453, la chute de Constantinople ferme brutalement les routes commerciales qui reliaient l'Europe à l'Orient. S'ouvre alors l'âge d'or du commerce maritime, qui contourne l'Afrique pour atteindre l'Inde et la Chine : le canal du Mozambique se retrouve donc subitement au cœur de la principale route commerciale au monde, entraînant une importante période de prospérité pour les nombreuses îles et cités-États de l'aire culturelle swahilie. C'est alors Anjouan qui devient l'île la plus prospère de l'archipel, car plébiscitée par les marins : comme elle dispose de trois côtes, les marins sont sûrs de pouvoir s'y mettre à l'abri de n'importe quel vent, et les mouillages y sont excellents ; les Portugais en font rapidement une relâche incontournable dans la route des Indes, et établissent des relations commerciales avec la population.
C'est du début du XVIe siècle que datent les premières relations directes avec les peuples européens, et tout d'abord les navigateurs portugais, mais aussi des navigateurs ottomans comme Piri Reis. L'archipel est suffisamment connu des Européens en 1751 pour avoir un article à son nom dans l'Encyclopédie de Denis Diderot et Jean Le Rond d'Alembert.
Les XVIIe et XVIIIe siècles sont une période particulièrement prospère pour les Comores, idéalement placées sur une route commerciale florissante entre l'Europe et ce qui devient l'empire omanais. Mais cette richesse s'accompagne bientôt de rivalités politiques entre les quatre îles (on parle alors de « sultans batailleurs »), qui donnent lieu à de nombreuses razzias et guerres ouvertes : ainsi, de 1742 à 1791, le sultanat d'Anjouan réalise plusieurs tentatives pour conquérir le sultanat de Mayotte, et vole notamment le minbar en bois sculpté de la mosquée de Tsingoni. De 1795 à 1820, les razzias des pirates malgaches (Sakalaves et Betsimisarakas) dépeuplent considérablement les trois îles mineures, et font sombrer l'archipel dans une grave crise économique, rapidement doublée d'une crise politique, marquée par de nombreux assassinats de sultans et prises de pouvoir par des souverains étrangers (malgaches, zanzibariens, omanais, …). En particulier, le roi sakalave du Iboina à Madagascar, Andriantsoly, offre sa protection au sultan de Mayotte Bwana Combo en échange de la moitié de son île, mais l'expulse ensuite à Mohéli. Celui-ci tente alors de s'allier au sultan local d'origine malgache, le hova Ramanetaka (devenu le maître de Mohéli sous le nom d'Abderahmane), qui préfère cependant le spolier pour devenir co-sultan de Mayotte à sa place. Ambitieux, il chasse Andriantsoly de Mayotte en 1836 pour régner sans partage sur l'île, mais regagne ensuite Mohéli. Andriantsoly s'allie alors au sultan Abdallah d'Anjouan pour récupérer l'île. Andriantsoly souhaite préserver l'autonomie de son île face aux autres souverains comoriens, et la protéger des attaques de pirates : or, dépourvu d'allié contre ces derniers et contre la monarchie malgache soutenue par la Grande-Bretagne, il se sait menacé. Il se tourne alors vers les rivaux des Britanniques, les Français, qui, eux aussi présents à Madagascar depuis 1643, viennent d'obtenir le protectorat sur Nosy Be à la demande de la reine de cette île, Tsiomeko.
Le 25 avril 1841, le sultan Andriantsoly, considérant qu'il ne peut plus protéger son île presque entièrement dépeuplée par les guerres incessantes (tous les villages sont alors abandonnés à l'exception de Dzaoudzi), vend Mayotte à la France, en échange d'une rente à vie et de l'autorisation d'élever ses enfants à la Réunion aux frais de la France.
À cette date, Louis-Philippe Ier, alors roi des Français, intègre officiellement Mayotte à la France.

### Histoire contemporaine
Mayotte lie donc son destin à celui de la France dès le début du XIXe siècle, tandis que les trois autres îles demeurent un temps indépendantes, mais sont rapidement courtisées et convoitées par les différentes puissances coloniales. En 1851, par l'expédition d'Anjouan, les États-Unis imposent à Anjouan un traité de commerce privilégié.
En 1869, l'ouverture du canal de Suez signe l'arrêt de mort de la route des Indes par le canal du Mozambique : en quelques décennies, les milliers de navires de commerce qui faisaient escale aux Comores chaque année se déroutent vers l'Égypte, et la manne financière que représentait l'activité portuaire disparaît brutalement, plongeant les ports de la région dans la misère.
Des Européens s'installent progressivement aux Comores, y acquièrent des terres et y font parfois fortune, comme Léon Humblot (installé en 1884), qui, à la suite d'un contrat avec le sultan de Bambao Said Ali bin Said Omar, devient rapidement l'homme le plus puissant de l'archipel, surnommé le « sultan blanc des Comores », régnant d'une poigne de fer sur la Grande Comore, à la tête d'un système reposant sur l'esclavage. C'est donc en partie pour tempérer ces ambitions individuelles que la France entreprend d'établir un protectorat aux Comores, ratifié par le sultan de Grande Comore en 1886. À partir de 1892, le pouvoir sur les îles des Comores est exercé par les Résidents subordonnés aux gouverneurs de Mayotte (donc sous autorité du président de la République française), qui, peu à peu, ont pris le pouvoir et fait abolir l'esclavage (Humblot est déchu de ses privilèges en 1896). Les exploitations coloniales constituent près de la moitié de la Grande Comore, 40 % d'Anjouan, 20 % de Mohéli. Les îles deviennent alors colonie de « Mayotte et dépendances ». La langue officielle devient le français, l'enseignement passe de l'arabe au français. L'usage des dialectes kiswahilis se poursuit cependant dans le milieu du commerce.
En 1904, le rattachement juridique officiel se fait entre les îles. Il est suivi, le 25 juillet 1912, d'un second décret rattachant officiellement « Mayotte et ses dépendances » à Madagascar. Peu à peu, les terres sont rétrocédées aux Comoriens, et une élite locale voit progressivement le jour (souvent éduquée à la Réunion avant la fondation du lycée de Moroni).

### Territoire des Comores
En 1946, l'entité « Colonie de Madagascar et dépendances » est une colonie française. Le territoire des Comores n'est plus rattaché administrativement à Madagascar, devenue indépendante le 26 juin 1960, et forme pour la première fois de son histoire une entité administrative unie et reconnue, sous le statut de territoire d'outre-mer (TOM). Ce sera véritablement la première fois que les quatre îles forment un seul bloc d'un point de vue administratif, malgré le mécontentement des Mahorais qui, dès 1946, voyant la Guadeloupe, La Guyane, La Réunion et la Martinique départementalisées, formulent publiquement au gouvernement le souhait de transformer l'île en département. Ce souhait ne se réalise que 65 ans plus tard. 
Les 22 et 23 décembre 1950, un cyclone ravage Mohéli et Anjouan, faisant près de 400 morts, en particulier dans cette dernière île, que visite alors François Mitterrand, ministre de la France d'Outre-mer,,. À la suite des dommages causés aux infrastructures de transport, une importante partie des colons d’Anjouan s’installe à Moroni, anticipant le transfert de la capitale vers la Grande comore en 1962. 
Après la vague des indépendances des pays africains durant les années 1960, un certain nombre d'intellectuels commencent à réclamer l'indépendance pour les Comores. Avec les accords du 15 juin 1973, dans un objectif d'indépendance concertée, la France organise la consultation de 1974. La population de l'île  de Mayotte, française deux générations avant ses iles sœurs, s'exprime différemment des trois autres îles: elle fait le choix du maintien de son statut français alors que le reste de l'archipel choisit massivement l'indépendance.
Du point de vue comorien, Jacques Chirac, Premier ministre, aurait décidé de disjoindre le sort de Mayotte de celui des trois autres îles, et cela en contradiction avec les écrits antérieurs de Valéry Giscard d'Estaing sur le sujet et avec le droit international. Cela  heurte les élus des îles. Par la voix de l'Anjouanais Ahmed Abdallah Abderamane, l'indépendance de l'État comorien est déclarée unilatéralement le 6 juillet 1975.
Du point de vue français, le sort des deux fractions du territoire n'est pas lié pour des raisons tant juridiques que politiques. Mayotte serait possession française depuis 1841 (achat de l'île) alors que le reste des Comores n'etait qu'un protectorat depuis 1886. Ainsi, le résultat du référendum devrait être interprété île par île. En outre, la Constitution ne permet pas de donner l'indépendance sans le consentement de la population. C'est pourquoi, la consultation mahoraise étant négative, Mayotte, à l'inverse des autres îles, devait être maintenue dans le statu quo ante. 
Cette différence d'appréciation demeure depuis un sujet de tensions diplomatiques récurrentes entre la France et les Comores, mais aussi entre la communauté mahoraise et le reste des Comoriens. Cette île se trouve donc prise dans une contradiction entre deux principes fondamentaux du droit international : le droit des peuples à disposer d'eux-mêmes (en faveur d'une Mayotte française) et le droit à l’intégrité territoriale des États (en faveur d'une Mayotte comorienne).

### Depuis l'indépendance

Drapeau des Comores (1975-1978).
Drapeau des Comores (1978-1992).
Drapeau des Comores (1992-1996).
Drapeau de la république fédérale islamique des Comores (de 1996 à 2001).
Drapeau actuel des Comores (depuis décembre 2001).

Face au refus français de reconnaitre l'île de Mayotte comme un territoire comorien, le président du Conseil des Comores, Ahmed Abdallah Abderamane, proclame unilatéralement l'indépendance de l'ensemble de l'archipel, le 6 juillet 1975. Il est renversé un mois plus tard par l'opposition de gauche emmenée par Ali Soilih, favorable à de meilleures relations avec la France. Le mercenaire français Bob Denard, avec l'aval de Paris, débarque ensuite pour capturer Ahmed Abdallah Abderamane, qui s'était réfugié sur son île d'Anjouan. Au pouvoir, Ali Soilih met en place une politique socialiste et réclame à son tour que la France restitue Mayotte. De nouveau missionné par les services de renseignement français, le SDECE, Bob Denard organise un nouveau coup d'État visant cette fois à réinstaller Ahmed Abdallah Abderamane, mieux disposé à l'égard de la France depuis son exil dans la métropole. Ali Soilih est capturé le 13 mai 1978 et exécuté quelques semaines plus tard. Pendant les dix années qui suivent, Bob Denard sert comme premier conseiller Abdallah Abderamane ; surnommé le « vice-roi des Comores », il est parfois considéré comme le véritable homme fort du régime. Très proche de l'Afrique du Sud, qui finance sa « garde présidentielle », il permet à Paris de contourner l'embargo international visant le régime d'apartheid via Moroni. Il met aussi sur pied depuis l'archipel un corps de mercenaires permanent, appelé à intervenir à la demande de Paris ou de Pretoria dans des conflits en Afrique.
En 1997, Anjouan et Mohéli proclament unilatéralement leur indépendance de la république fédérale islamique des Comores et souhaitent leur rattachement à la France, mais cette dernière refuse. Cette tentative de sécession entraîne un embargo mené par la RFIC et l'OUA. Alors qu'en 1998, sous l'égide de l'OUA, Mohéli accepte de nouveau l'autorité de Moroni, Anjouan refuse toujours.
En février 1999, le colonel Azali Assoumani prend le pouvoir sur la Grande Comore en renversant le président intérimaire Tadjidine ben Saïd Massounde, un Anjouanais, ce qui provoque une grave crise institutionnelle. Le colonel Assoumani poursuit des négociations plus fructueuses avec le colonel Mohamed Bacar d'Anjouan afin de résoudre la crise.
Cette crise est résolue avec la signature des accords de Fomboni en 2000/2001 et le référendum du 23 décembre 2001. Avec ce processus de réconciliation nationale, les trois îles forment à nouveau une entité unique avec une nouvelle constitution sous l'égide de l'OUA : l'union des Comores. Conformément à la Constitution, des élections sont organisées en 2006 ; elles ont été remportées par Ahmed Abdallah Mohamed Sambi.
En 2007, Mohamed Bacar, président d'Anjouan depuis 2002, cherche de nouveau à obtenir l'indépendance de l'île, alors qu'il vient d'emporter la présidence tournante de l'Union, contestée par la Grande Comore. Le 23 mars 2008, le président des Comores Ahmed Abdallah Mohamed Sambi envoie l'armée du pays, appuyée par l'Union africaine, lancer un assaut contre l'île d'Anjouan. La capitale tombe deux jours plus tard et le colonel Bacar prend la fuite.
En mai 2009, le président Sambi convoque les électeurs comoriens pour un référendum constitutionnel, qui est approuvé par 93 % des votants. Cette nouvelle constitution corrige celle de 2001 et renforce les pouvoirs du président de l'Union, ceux des îles devenant des « gouverneurs » avec une plus large autonomie. L'islam devient « religion d'État », alors que la Constitution précédente le définissait seulement comme « inspirateur des règles et principes qui régissent l'union des Comores ». Le mandat du président est prolongé d'un an. Son successeur Ikililou Dhoinine, qui était son vice-président depuis 2006, est élu le 26 décembre 2010 et lui succède effectivement le 26 mai 2011.
Des gisements d'hydrocarbures ayant été découverts au Mozambique en 2010, Ikililou Dhoinine autorise en 2012 la compagnie Tullow Oil à mener une campagne de prospection pour tenter de déceler la présence de ressources pétrolières au large de l'archipel, perspective qui fait rêver les dirigeants.
Le pays, soumis à une poussée démographique, connaît des difficultés économiques, la moitié de sa population vit au-dessous du seuil de pauvreté et, pour partie, souffre de la faim. Lors de la présidentielle de 2016, le candidat du pouvoir est son vice-président Mohamed Ali Soilihi. Mais celui-ci est devancé, après un scrutin à rebondissements, par l'ancien putschiste Azali Assoumani avec 41,43 % contre 39,67 % des suffrages,.
Le 30 juillet 2018, les Comoriens approuvent par référendum une nouvelle réforme constitutionnelle qui renforce encore les pouvoirs du président, l'autorisant notamment à briguer deux mandats consécutifs. Cette réforme entérine également la suppression du poste de vice-président et supprime la cour constitutionnelle au profit de la Cour suprême.

## Géographie

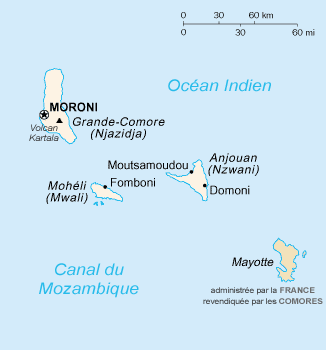
Carte de l'archipel des Comores.

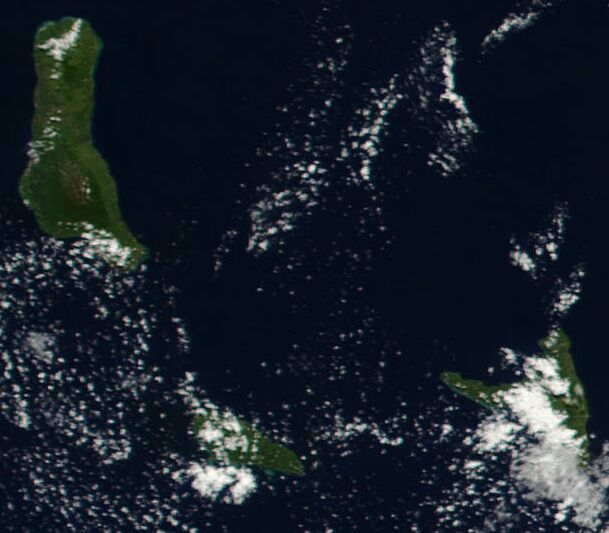
Vue satellite de Grande Comore, Anjouan et Mohéli.

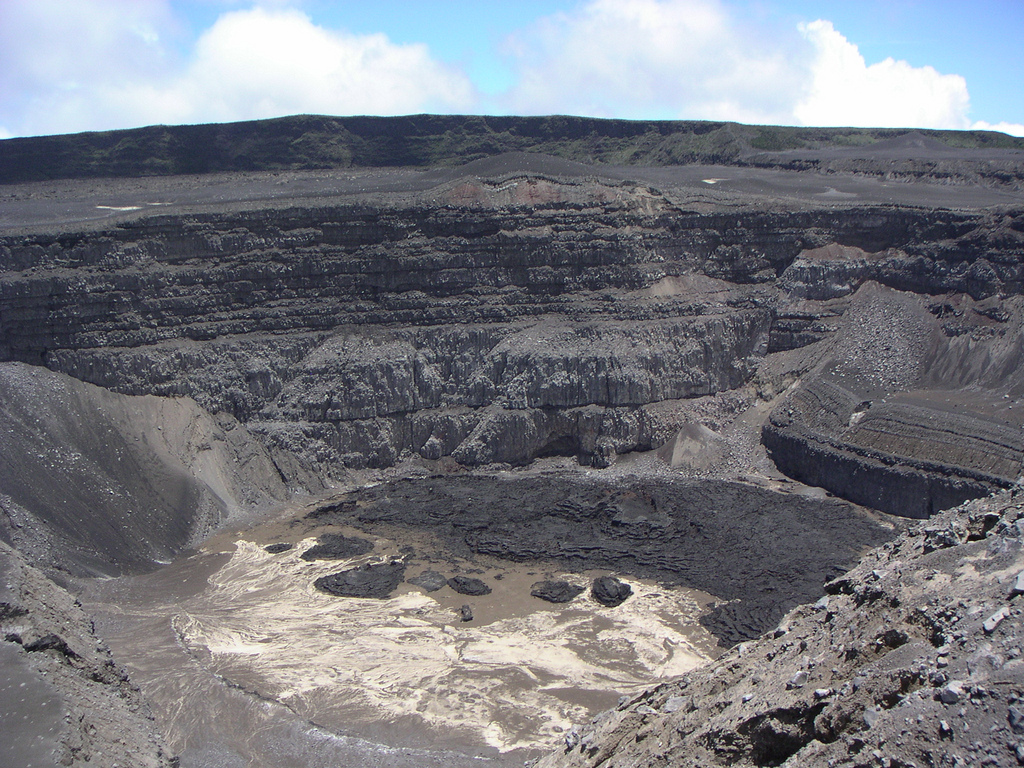
Cratère du Karthala.

Les Comores sont constituées de trois îles (la Grande Comore, la plus à l'ouest, Mohéli et Anjouan) de l'archipel des Comores, qui comprend en outre Mayotte (département et région française) et quelques îlots. L'archipel, situé dans la partie septentrionale du canal du Mozambique, au nord-ouest de Madagascar et face au Mozambique, s'étale d'ouest-nord-ouest en est-sud-est. Les routes maritimes transportant le pétrole provenant du Proche-Orient à destination des États-Unis passent par les Comores. La superficie totale de l'union des Comores est de 2 236 km2. La capitale, Moroni, se situe sur la plus grande des îles, la Grande Comore.
La Grande Comore compte un volcan (2 361 m) actif, le Karthala. C'est un volcan strombolien encore en activité dont la dernière coulée de lave date de 2005. Un lac occupant l'un des cratères constituant une caldeira de 3 km de diamètre, la plus grande caldeira en activité du monde à l'époque, a été vaporisé, début 2005. La porosité du sol de la Grande Comore explique l'inexistence de cours d'eau, contrairement aux autres îles.
Les terres sont à 45 % agricoles. 9 % est recouvert par la forêt et 7 % du territoire est inexploité[réf. souhaitée]. Les îles sont assez proches (75 km au plus) et les fonds marins comportent beaucoup de coraux, lesquels ont fait les frais d'El Niño il y a quelques années et sont également victimes de pêche à la dynamite. La grande variété de la faune sous-marine pâtit elle aussi des destructions occasionnées par la nature et les hommes : de moins en moins de requins, de moins en moins de tortues — proies faciles dont la viande est gratuite —, ou encore de moins en moins d'holothuries ou « concombres de mer » — appréciés de certaines populations qui les ramassent et en font le commerce, sans forcément mesurer l'impact que cette « pêche » intensive pourrait avoir, l'archipel constituant l'une des zones de réensemencement de l'Afrique de l'Est.
L'origine volcanique fournit des pierres précieuses : spinelle et corindon sur Anjouan, à la Grande Comore et à Mohéli[réf. souhaitée].

## Subdivisions
Le territoire de l'union des Comores est divisé en îles autonomes et celles-ci en communes (Loi no 11-006/AU du 2 mai 2011, promulguée le 21 juillet 2011). Pour des raisons administratives, les communes sont groupées en préfectures, réparties comme il suit :
- Grande Comore (ou Ngazidja), chef-lieu : Moroni – 8 préfectures ;
- Anjouan (ou Ndzuwani), chef-lieu : Mutsamudu – 5 préfectures ;
- Mohéli (ou Mwali), chef-lieu : Fomboni – 3 préfectures.

Mayotte (ou Maoré) est revendiquée par les gouvernements successifs de l'État comorien unitaire ou fédéral depuis 1975, bien que devenue une région française. L'État comorien considère que l'île de Mayotte relève de sa souveraineté, en accord avec la résolution 3385 de l'ONU du 12 novembre 1975. C'est ce qui explique pourquoi cet État affirme que l'Assemblée générale des Nations unies rejette « toute autre forme de référendums ou consultations qui pourraient être organisés ultérieurement en territoire comorien de Mayotte par la France ». À noter que le litige territorial n'a jamais fait l'objet d'une résolution du Conseil de sécurité (qui serait contraignante, les résolutions de l'assemblée générale n'étant que facultatives) tant en raison du véto français que de la pratique de cet organe de systématiquement tenir compte des référendums lorsqu'ils sont démocratiques, en vertu du principe du Droit des peuples à disposer d'eux-mêmes. 
Par ailleurs, en 1980, outre Mayotte, le président de la république islamique des Comores revendiquait les îles Glorieuses ainsi que le banc du Geyser[réf. nécessaire].

## Politique
Le régime actuel a été adopté par un référendum en décembre 2001. En 2009, l'Islam est devenu une religion d'État,.
Les institutions actuelles sont marquées par la crise de 1997 et la constitution de 2001. L'Union, ainsi que chacune des trois îles, a un président qui est également chef du gouvernement. Les prérogatives du président de l'Union sont la politique extérieure et la défense. Les îles disposent d'une large autonomie concernant notamment l'économie, les impôts, la santé et la justice. Mais chaque évolution constitutionnelle s'est traduite par un renforcement des pouvoirs présidentiels,.
Le franc comorien est rattaché à l'euro et n'est pas une monnaie indépendante.
La chambre législative est appelée « assemblée » et possède trente-trois membres dont vingt-quatre élus (quatre à Mohéli, neuf à Anjouan et onze à la Grande Comore) et neuf représentants élus au suffrage indirect (à raison de trois élus par île). Ces élus sont des conseillers de l'assemblée des îles. Les membres sont élus pour cinq ans (députés et conseillers) :
- l'assemblée de Grande Comore compte 20 membres ;
- l'assemblée d'Anjouan compte 25 membres ;
- l'assemblée de Mohéli compte 10 membres.

Le système juridique est un héritage du droit musulman, du droit coutumier et du droit français. Les anciens du village règlent la plupart des litiges. Le pouvoir judiciaire est indépendant du législatif et de l'exécutif. La Cour suprême est la haute juridiction.
Une Cour constitutionnelle, en place de 2006 à 2018, était chargée de veiller au bon déroulement des élections et d'arbitrer en cas d'accusation de malversation du gouvernement. Elle était constituée de deux membres choisis par le président de l'Union, de deux personnalités élues par l'assemblée fédérale, et une par l'assemblée de chaque île. Elle a été supprimée au profit de la Cour suprême.

### Système éducatif
Le système d'éducation aux Comores semble avoir vu le jour avec l'avènement de l'Islam dans l'archipel, aux alentours du XIIe siècle, et a connu plusieurs évolutions depuis cette période. Ces évolutions n'ont pas été continues, mais cette histoire sera essentiellement marquée par l'évolution institutionnelle de l'archipel et un accès de plus en plus large à l'instruction depuis la proclamation de l'indépendance jusqu'à nos jours.
Le système éducatif est hérité du système coutumier (école coranique privée) et du système éducatif français basé sur la gratuité. Pratiquement tous les enfants suivent d'abord l'enseignement dans les médersas où ils apprennent à lire l'arabe (avec le Coran), et suivent ensuite, pour la plupart, un enseignement « à l'occidentale ». L'enseignement à l'occidentale se fait en français au moins jusqu'au baccalauréat, reconnu par la France. Les enfants des classes sociales les plus aisées et les plus occidentalisées suivent, à Moroni surtout, un schéma d'éducation à l'occidentale et un enseignement musulman à part.
Longtemps cantonné dans l'instruction des valeurs religieuses de l'Islam ainsi que dans l'apprentissage des rudiments nécessaires à la vie d'alors (agriculture, élevage et tâches ménagères), le système d'éducation allait connaître son premier grand bouleversement avec l'introduction de l'école coloniale, laïque au début du XXe siècle. Ce modèle, longtemps réservé à une certaine élite, va connaître une démocratisation importante après l'indépendance du pays en 1975. Mais depuis cette époque, la question de l'accès, toujours d'actualité, a été l'une des problématiques auxquelles les autorités publiques devraient répondre eu égard à la fonction « d'ascenseur social » assignée à l'école.
Les difficultés de trésorerie des différents gouvernements, qui n'ont pas pu payer les salaires des fonctionnaires, ont touché aussi le système éducatif. Aussi, entre 1997 et 2001, les professeurs de l'enseignement public, non payés, se sont mis en grève. Seul le privé fonctionnait.
Entre 1978 et 2000, les étudiants désirant acquérir une formation complémentaire (post bac) devaient s'expatrier. Une université a été recréée depuis 2000 dans quelques domaines.

Cependant, l'éducation aux Comores repose encore essentiellement sur l'envoi des jeunes issus de familles fortunées en France (et qui reviennent rarement travailler au pays), et peu de choses sont faites pour investir localement dans l'éducation. Ainsi, un rapport de 2019 de la Commission des Affaires Étrangères de l'Assemblée Nationale Française pointe que l'éducation aux Comores 

« est à l'image de tout ce qui se passe sur cette île, à savoir qu'ils sont dans une attente de l'extérieur. Tout ce qui est développement au niveau universitaire, même s'il y a parmi eux d'excellentes volontés [...], [connaît] énormément de freins, tant au niveau administratif que politique. Les investissements sont détournés, les moyens sont pauvres, et il n'est pour le moment pas question de faire une fac de médecine. »

.

### Système de santé
Le système de santé est lacunaire aux Comores ce qui explique l'importance des relations avec la France pour la santé: les familles riches vont se faire soigner en France, et les familles les plus pauvres risquent leur vie en kwassa kwassa sanitaire pour espérer venir se faire soigner au Centre Hospitalier de Mayotte, déjà saturé et en sous-effectif[réf. nécessaire]. Plusieurs hôpitaux ont été construits, mais fonctionnent a minima, faute de médecins qualifiés (par exemple, l'hôpital de Mitsamiouli n'a même pas d'eau courante, et sert essentiellement de cabinet privé pour le ministre de la santé).
Un ministre[précision nécessaire] aurait déclaré à la Commission des Affaires étrangères de l'Assemblée nationale française, sous couvert d'anonymat, qu'il « ne servait à rien de chercher à développer une fac de médecine pour former ses propres médecins sur place, puisque la France et les autres pays qui aident au développement des Comores feraient mieux de donner l'argent pour offrir des billets d'avion et se faire soigner à l'extérieur, là où les systèmes sont performants ».
Les déchets médicaux, facteurs d'un grave risque sanitaire, ne sont plus traités depuis que l'incinérateur médical est en panne : ils sont donc déversés à la décharge à ciel ouvert, et constituent un risque biologique important[réf. nécessaire].

## Économie

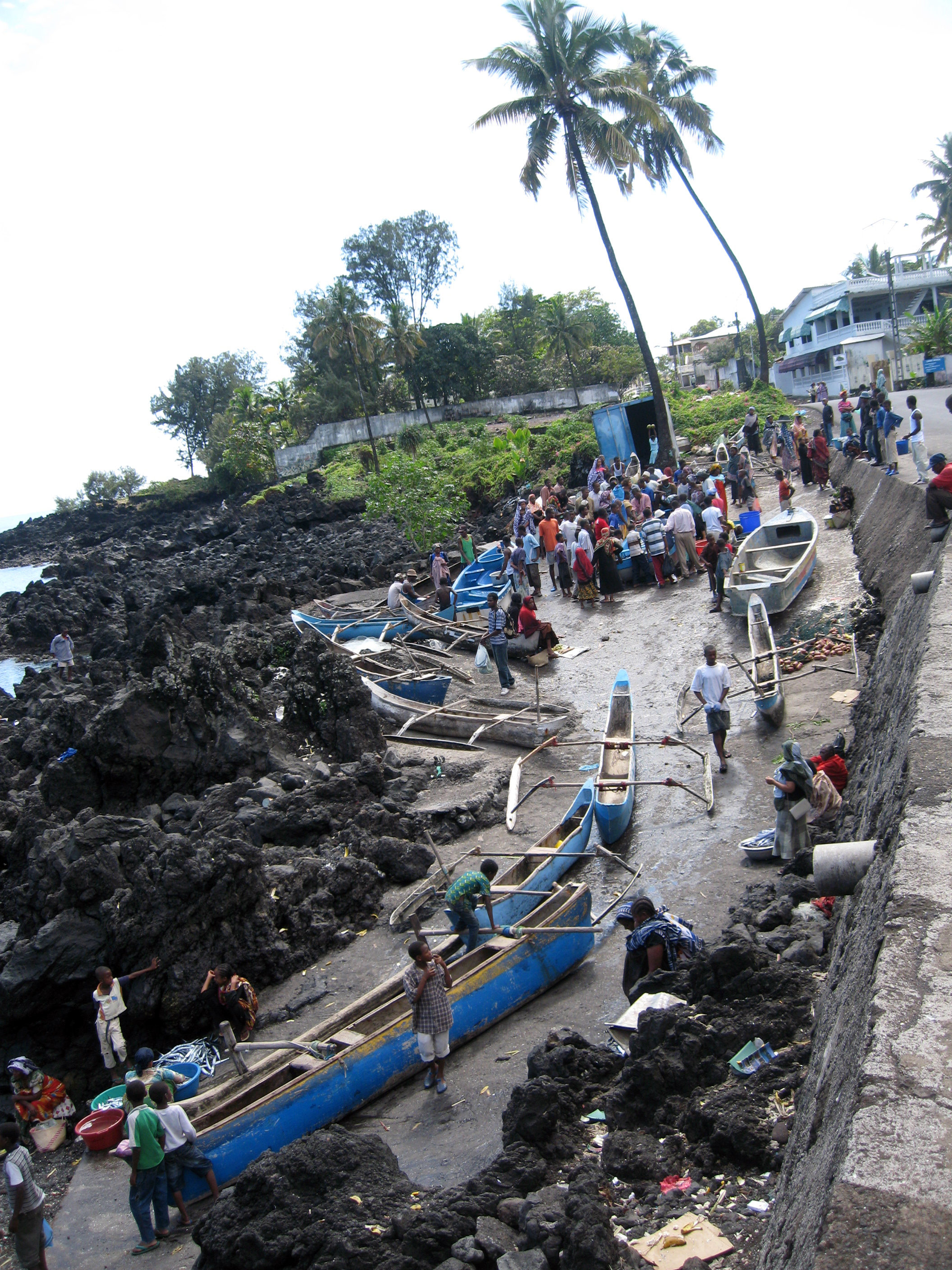
Retour de pêche à la Grande Comore.

Les Comores sont le 21e pays le plus pauvre du monde[réf. nécessaire].
La plus grande partie de la population est rurale et vit de culture vivrière ou de la pêche. Les îles exportent néanmoins de la vanille, de l'ylang-ylang (le pays est le plus grand producteur d'ylang-ylang au monde depuis la relocalisation des usines Guerlain à la suite de la départementalisation de Mayotte) et des girofliers. Le pays n'est pas autosuffisant sur le plan alimentaire.
L'union des Comores vit partiellement des envois d'argent de sa diaspora, qui constituent 25 % du PIB : plus de Comoriens vivent sur le territoire français que sur le territoire comorien, notamment à Mayotte, la Réunion et Marseille. Cependant, ces aides ponctuelles sans organisation ni planification ne participent que très marginalement à l'économie et au développement de l'île.  suite d'une visite aux Comores entre le 14 et le 19 octobre 2018 de la commission des Affaires étrangères française, sa rapporteuse, Laetitia Saint-Paul, indiquait que « les habitants de Grande Comore sont donc peu pressés d’aller travailler pour un salaire moyen de 300 euros par mois, ils font la queue devant la Western Union pour attendre les mandats, qui permettent à quelques privilégiés d’aller se soigner à l’extérieur de l’île ou d’y scolariser leurs enfants »[réf. nécessaire].
Les Comores reçoivent une part importante de leur financement d'aides financières étrangères, venant essentiellement de l'Union européenne, de l'Arabie saoudite et de la Chine. Cependant, ces investissements se font souvent en échange d'alignements géopolitiques, et en particulier les aides saoudiennes ont été versées en échange d'une radicalisation religieuse aux côtés de l'Arabie Saoudite contre le Qatar et l'Iran, qui s'est accompagnée de persécutions antichiites et de la destruction d'un hôtel financé par le Qatar.
Les bâtiments  financés par la Chine aux Comores sont nombreux et signalent son influence sur l'archipel dans un but politique mais leur réel impact sur le développement  est contesté (par exemple, l'hôpital flambant neuf de Bambao à Anjouan n'a quasiment aucun équipement ni personnel). Les nouveaux bâtiments de l'Assemblée nationale de l'union des Comores sont ainsi situés « Avenue de la république populaire de Chine ».

## Corruption
De nombreux observateurs internationaux estiment que les Comores sont victimes d'une corruption systémique,.
L'État comorien a un temps essayé de se financer en vendant des passeports (système bien connu de certains petits paradis fiscaux sous-développés comme le Vanuatu) : toutefois, ce commerce s'est soldé en 2018 par un phénoménal scandale de détournement de fonds publics, d'abus de biens sociaux et de complicité avec diverses organisations mafieuses, impliquant deux anciens présidents (Ahmed Abdallah Sambi et Ikililou Dhoinine).
Les Comores sont aussi un important pavillon de complaisance, acceptant d'immatriculer des navires étrangers sans aucune réglementation (sanitaire, sécuritaire ou de droit du travail) et pouvant servir ensuite à la pêche illégale ou à divers trafics clandestins.
Et selon l'enquête (2021) de l'ICIJ basée sur les Pandora Papers, Nour El Fath Azali (fils du président des Comores) s'est établi à Moroni en 2018 après s'être formé dans une école de commerce américaine, puis avoir été auditeur financier dans une banque. Sur place, il a créé au moins une société écran (Olifants Ltd., société de service et de conseil) basée aux Émirats arabes unis (l'un des paradis financiers les plus opaques du monde). Puis son père (Azali Assoumani) l'a nommé parmi ses conseillers personnels ; il s'est alors mis à recruter des capitaux d'investisseurs émiratis.

## Religions

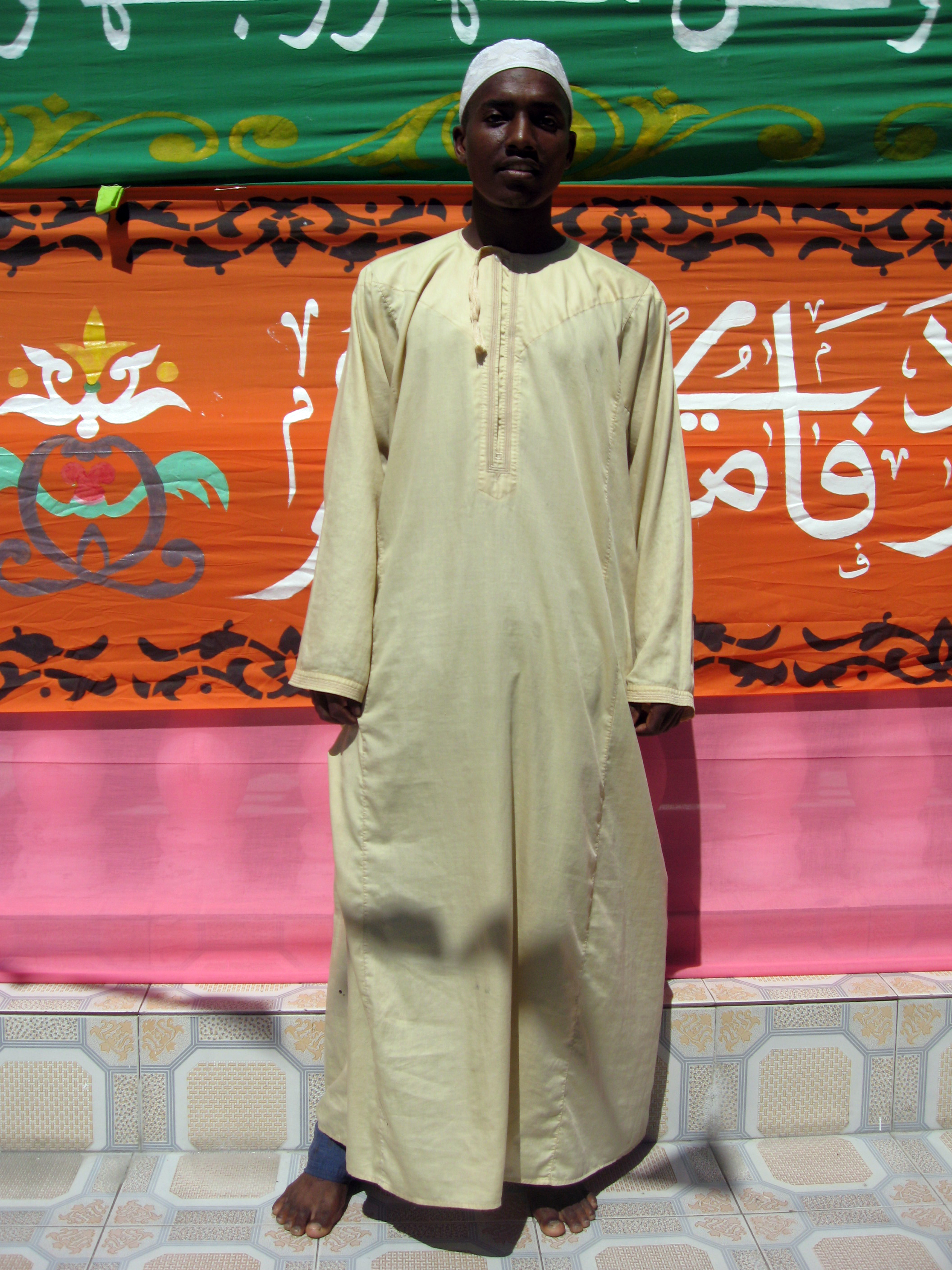
Habitant de la Grande Comore.

L'islam sunnite est la religion dominante de l'archipel depuis le Moyen Âge, mais sur ces îles vivent également de façon permanente de très petites communautés endogamiques d'Indiens chiites qui ont une grande influence en détenant une bonne part du commerce.
Des chrétiens sont également présents.

Si la tradition chaféite a longtemps permis une grande tolérance religieuse aux Comores, l'influence récente et grandissante de l'Arabie saoudite, qui investit largement dans l'île (40 millions d'euros en 2017) sous l'impulsion du président Azali Assoumani, fait craindre aux observateurs internationaux une emprise du radicalisme wahhabite sur l'archipel, et les risques politiques qu'il entraîne. Ainsi, un rapport de 2019 de la commission des Affaires étrangères de l'Assemblée nationale française raconte : 

« Les États du Golfe, particulièrement l'Arabie Saoudite, y exercent une influence croissante. Alors que le président Sambi était tourné vers l'Iran, le président Azali est résolument tourné vers l'Arabie Saoudite, à tel point que les Comores ont rompu leurs relations avec l'Iran et plus récemment avec le Qatar. L'Islam sunnite de rite chaféite est la religion de 98 % de la population et la révision constitutionnelle [prononcée par le président Azali en 2017] lui a conféré le rang de religion d’État. Dans les faits, il semblerait que les populations chiites, largement minoritaires, fassent l'objet de mesures répressives, portées au plus haut sommet de l’État. [...] On constate une tendance à la radicalisation de certains individus, devenue un sujet d'inquiétude aux Comores. Or, elle tient en partie à l'influence d'imams formés à l'étranger, dans les États du Golfe, au Soudan, ou encore au Pakistan. [...] Rien n'a vraiment été entrepris dans le pays pour lutter contre la radicalisation. Les autorités considèrent en effet le chiisme comme une menace plus importante que le sunnisme radical. »

## Démographie

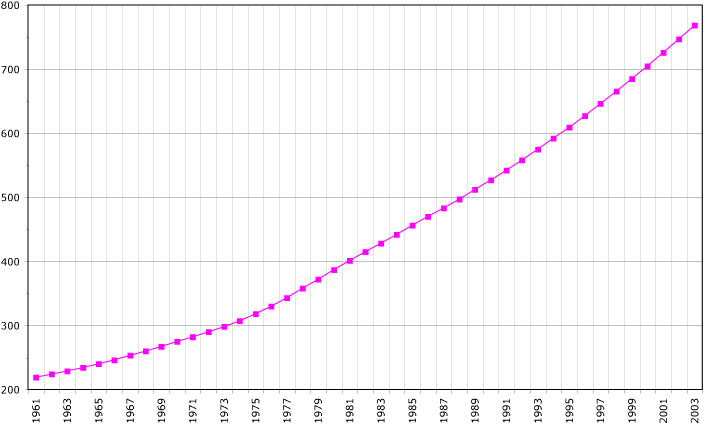
Évolution de la démographie entre 1961 et 2003 (chiffre de la FAO, 2005). Population en milliers d'habitants.

Selon les estimations de la CIA, la population serait de 794 678 habitants en 2016.
Selon le recensement de 2004, la population est estimée à 646 400 personnes sur les trois îles (31 200 à Mohéli, 363 200 à la Grande Comore, 252 000 à Anjouan), mais la diaspora, principalement avec les Comoriens de France métropolitaine (surtout à Marseille, Paris, Lyon)[réf. nécessaire] ainsi qu'à La Réunion et à Mayotte, compterait au moins autant de personnes. Une étude démographique relève qu'aujourd'hui la population  comorienne s'élève à 1,205 million d'habitants,.

## Relations avec la France
La France est une des principales sources d'aide financière aux Comores, à la fois par la très nombreuse proportion de Comoriens vivant sur le sol français (un Comorien sur quatre vit sur le sol français de manière régulière, et la plupart envoient régulièrement de l'argent au pays, ce qui représente une part considérable du PIB comorien) mais aussi par des plans d'aide internationale : en 2019, le président français Emmanuel Macron a par exemple signé un plan de 150 millions d'euros d'aides « pour la santé, l'éducation, la formation professionnelle ».
Le gouvernement comorien revendique son autorité sur Mayotte, en opposition à la France. Jusque dans les années 1990, l'Assemblée générale des Nations unies a condamné la présence française à Mayotte par plus de vingt résolutions non contraignantes,. En 2009, l'Union africaine réunie à Addis Abeba réaffirme l'illégalité de la présence française à Mayotte, puis l'ONU se prononce contre la départementalisation dans une résolution. Les différents référendums locaux, ayant abouti à la départementalisation en 2009, ont largement été le fruit de campagnes de la part de l'État français, critiquées à l'international ; cependant, les résultats toujours sans appel ont entériné le maintien de Mayotte au sein de la République française, au nom du droit des peuples à disposer d'eux-mêmes, principe cardinal du droit international. La départementalisation de Mayotte est désormais reconnue par l'essentiel des pays de l'ONU, et le 1er juillet 2014, Mayotte intègre officiellement l'Union européenne.

## Migrations

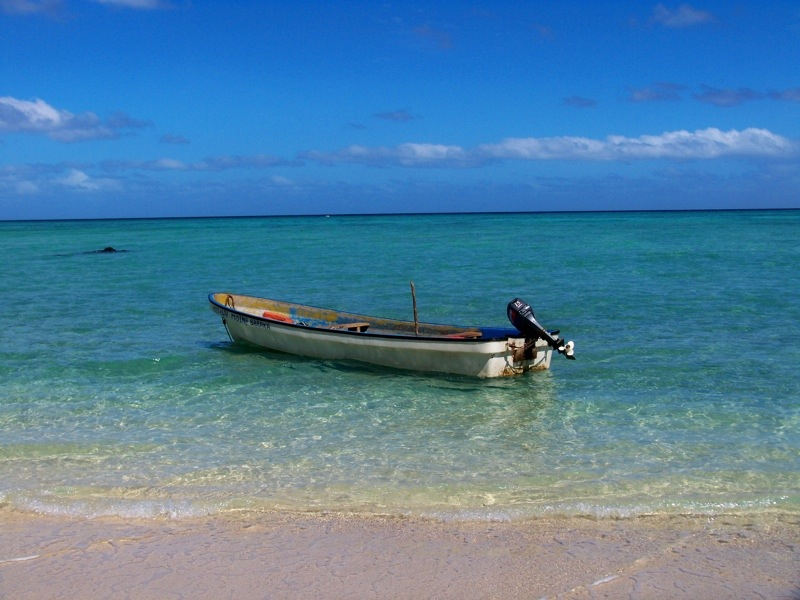
Un kwassa kwassa, canot de pêche utilisé par les passeurs pour se rendre à Mayotte.

La démographie des Comores est marquée par un fort solde migratoire négatif, avec une fraction importante de la population vivant à l'étranger, essentiellement sur le territoire français (un Comorien sur quatre), de manière régulière ou clandestine (notamment à Mayotte, qui compte près de 50 % de population étrangère, essentiellement des Comoriens en situation irrégulière). Il s'est ainsi constitué une diaspora.
Entre 150 000 et 300 000 Comoriens vivraient ainsi à l'extérieur de leur pays, « dont 50 000 à 100 000 à Mayotte », et selon l'ancien président des Comores Abdallah Sambi, « Marseille est la 5e île des Comores »[réf. nécessaire].
La migration clandestine de nuit en pirogue n'est pas sans danger : entre 7 000 et 10 000 personnes auraient trouvé la mort de 1995 à 2012 en tentant de rejoindre Mayotte dans des embarcations de fortune (kwassa kwassa),, ce qui fait du bras de mer séparant Mayotte d'Anjouan le premier cimetière marin au monde.
De nombreuses associations (comme l'Association nationale d'assistance aux frontières pour les étrangers) et personnalités dénoncent une complicité active de l'État comorien dans ce drame : l'usine qui produit les fragiles embarcations à Anjouan n'a jamais été inquiétée, et sur les 450 à 500 départs estimés chaque année, les autorités comoriennes en interceptent à peine un, laissant ainsi prospérer cette sinistre industrie de la mort, et abandonnant l'ensemble de la gestion de ce drame humanitaire à l'État français, de l'autre côté de l'océan.

## Culture
La culture des trois îles, bien que semblable, reste cependant différente sur chacune des îles. Les Comoriens ont une forte tendance à se regrouper par communauté d'origine et de village.
| Date      | Nom français           | Nom local                    | Remarques                                                                           |
| --------- | ---------------------- | ---------------------------- | ----------------------------------------------------------------------------------- |
| 6 juillet | Fête de l'Indépendance | Sherehi Ya Wuhuru Wa Massiwa | Proclamation de l'indépendance le 6 juillet 1975, reconnue plus tard par la France. |

### Langues
Les systèmes éducatif, judiciaire et administratif utilisent les langues arabe et française. Il est envisagé cependant de passer le cours préparatoire (deux ans, CP1 et CP2) dans les différentes langues locales (une par île) afin de faciliter l'alphabétisation.
Les médias audiovisuels nationaux utilisent principalement le Shimasiwa (comorien), dans ses différents dialectes ; la presse écrite est en arabe et français. RFI est diffusée en FM dans les principales villes, et les chaînes de télévision françaises par satellite sont les plus regardées.
Il y a des alliances franco-comoriennes (Alliance française) à Moroni, Fomboni et Mutsamudu ainsi que des centres de lecture et d’animation culturelle (CLAC) mis en place par l'Organisation internationale de la francophonie dans une quinzaine de localités.

### Traditions et coutumes
On retrouve dans les traditions et les coutumes comoriennes des influences arabes, africaines et indiennes dans le vêtement traditionnel : lesso, chiromanie (châle), kändzou, kofia (bonnet pour les hommes), mais aussi dans la gastronomie traditionnelle (samoussa, embrevade, curry, mardouf) ainsi que dans quelques rites de la vie quotidienne (la prière, les repas…). La société est matrilinéaire à la Grande Comore et à Mohéli, tandis qu'à Anjouan la filiation est indifférenciée.
En Grande Comore, le grand mariage (arabe : عادة, 'adâ, « coutume » ; shingazidja : âda) est une tradition incontournable. Il représente les économies de toute une vie et permet d'accéder au rang de grand notable. Cet événement social est à l'origine de la grande précarité sociale de l'île et de la corruption généralisée, d'un côté, mais aussi d'une forte cohésion sociale et des revenus importants de la diaspora, de l'autre. On peut retrouver dans les vêtements de la fille à marier un sahar et un soubaya (vêtements officiels du mariage).
Il y a parmi les danses traditionnelles : le sambé, le chigoma, le djalico, le toirabou, etc.
La nourriture est constituée de madaba, ntsouzi, madjimbi, ntsambou, goudougoudou, siniya, foutra.

### Sport
- Championnat des Comores de football
- Coupe des Comores de football
- Fédération de football des Comores
- Fédération comorienne de basket-ball
- Fédération comorienne des échecs

## Faune, flore et environnement

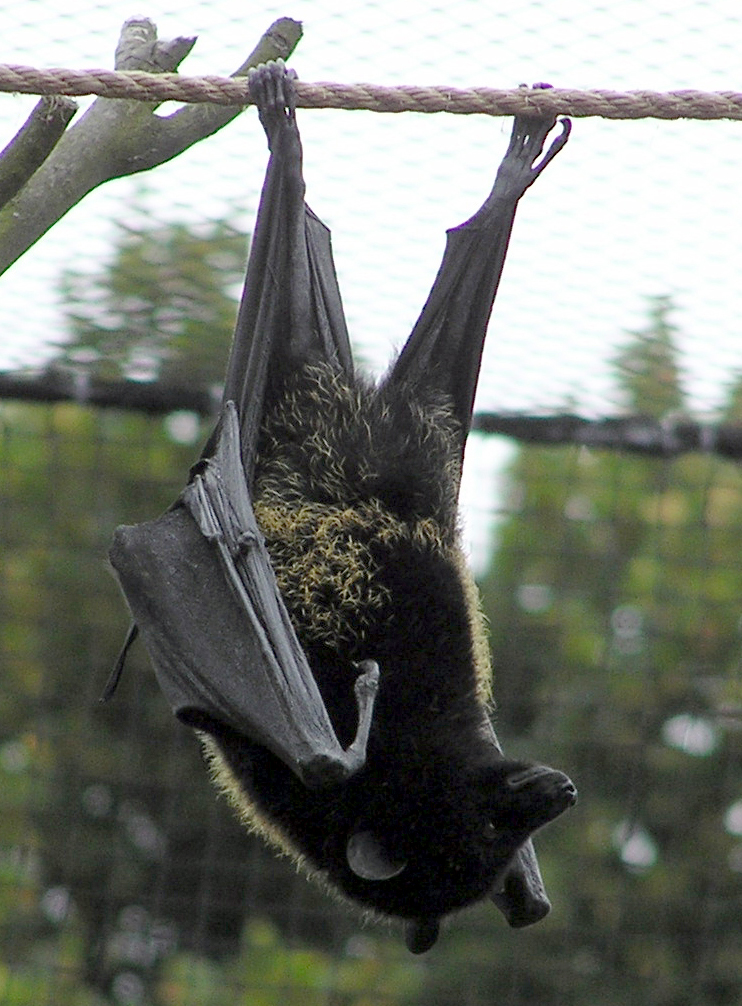
Roussette des Comores (Pteropus livingstonii).

Vingt-deux espèces d'oiseaux sont propres à l'archipel, et dix-sept d'entre elles sont limitées à l'union des Comores. Il s'agit notamment de :
- Petit-duc du Karthala (Otus pauliani) en Grande Comore ;
- Petit-duc d'Anjouan (otus capnodes) à Anjouan ;
- Gobemouche des Comores (Humblotia flavirostris) en Grande Comore.

Une des principales menaces sur l'environnement terrestre à l'heure actuelle est la déforestation, qui entraîne la disparition des espèces sauvages, mais aussi la fragilisation du sol (créant coulées de boue et glissements de terrain lors des grandes pluies), ainsi qu'une moins bonne rétention d'eau dans les sols, créant des sécheresses préoccupantes (plus de la moitié des cours d'eau comoriens se sont asséchés depuis les années 1950).
En partie en réponse à des pressions internationales dans les années 1990, les gouvernements sont devenus plus préoccupés par l'environnement. Des mesures ont été prises non seulement pour préserver la faune rare, mais aussi pour enrayer la dégradation de l'environnement, notamment sur Anjouan, densément peuplée. Plus précisément, afin de minimiser l'abattage des arbres pour le carburant, le kérosène est subventionné, et des efforts sont en cours pour remplacer la perte de la couverture forestière causée par la distillation de l'ylang-ylang pour le parfum. Le Fonds de soutien au développement communautaire, parrainé par l'Association internationale de développement (IDA, une filiale de la Banque mondiale) et le gouvernement comorien, s'emploie à améliorer l'approvisionnement en eau dans les îles également. En dépit de cela, la situation est devenue critique sur l'île d'Anjouan, où 80 % de la forêt a été coupée entre 1995 et 2014 et où la plupart des fleuves se sont asséchés.

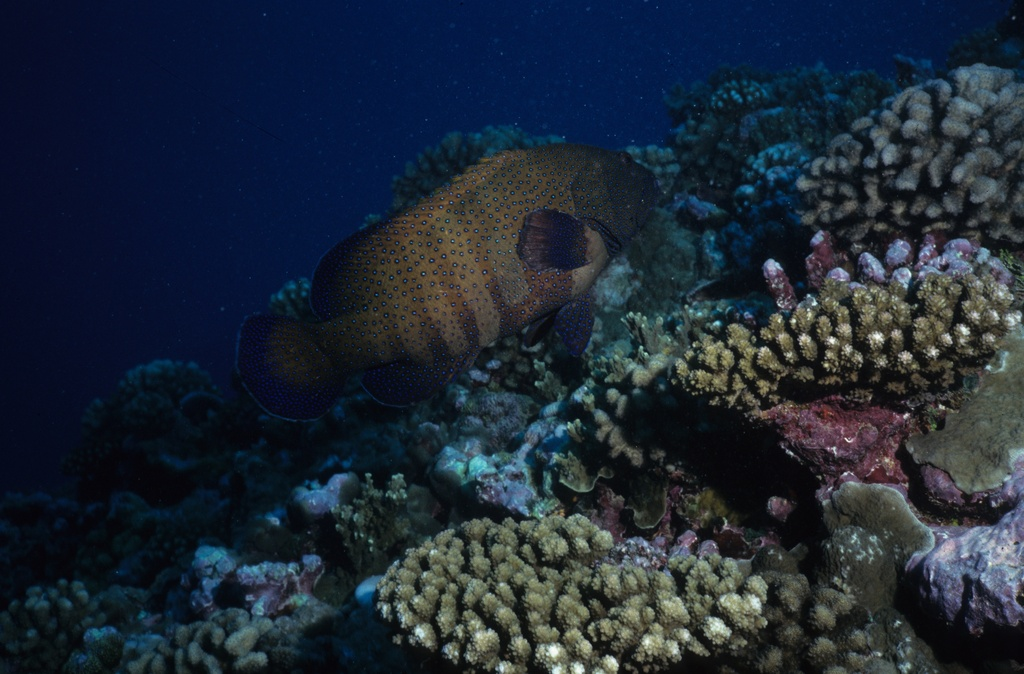
Plongée sous-marine aux Comores : mérou céleste (Cephalopholis argus).
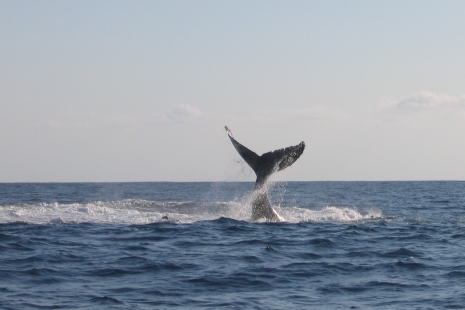
Baleine à bosse à Mohéli.
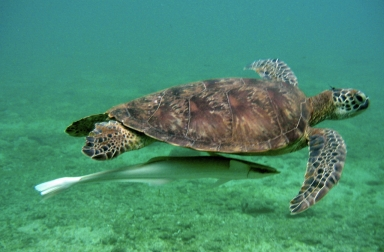
Tortue verte à Mohéli.

## Principaux lieux

### Villes
Anjouan
- Domoni
- Mutsamudu
- Ouani

 Grande Comore
- Singani
- Bahani
- Batsa Itsandra
- Boeni Bambao
- Chezani
- Dembéni
- Djoumoichongo
- Foumbouni
- Heroumbili
- Iconi
- Idjinkoundzi
- Koimbani
- Mbéni
- Mitsamiouli
- Mitsoudjé
- M'kazi
- Moroni
- Mvouni
- Ntsaoueni
- N'Tsoudjini
- Ouellah Hamahamet
- Séléa

 Mohéli
- Fomboni